# 沃加維爾 (阿拉巴馬州)
沃加維爾（英語：Wagarville）是位於美國阿拉巴馬州華盛頓縣的一個非建制地區。該地的面積和人口皆未知。

## 地理
沃加維爾的座標為31°26′11″N 88°01′42″W / 31.43639°N 88.02833°W，而該地的平均海拔高度為18米（即59英尺）。